# 格利泽22
格利泽22，又称仙后座V547，是仙后座中一个距离太阳大约33光年的恒星系统。其中包括两颗红矮星：格利泽22A和格利泽22B，它们的轨道周期为大约320年。另外有一颗棕矮星格利泽22C，它围绕格利泽22A公转的周期为16年。截止2008年，天文学家宣布可能存在一颗太阳系外行星格利泽22B b，这也可能是一颗棕矮星，但目前仍不确认。

## 行星系
| b (未确认) | 16 MJ | ? | 5,500 | 0 |